# Movimiento Lapua
El Movimiento Lapua (en finés: Lapuan liike) fue una organización nacionalista de extrema derecha de Finlandia. Fue fundada en 1929 como un grupo anticomunista en Lapua, por miembros de la burguesía y veteranos de la guerra civil finlandesa de 1918. Con el paso del tiempo tomó una estructura paramilitar, de carácter fascista, y abogó por el establecimiento de un régimen autoritario en el país.
Fue ilegalizado en 1932 por su participación en la Rebelión de Mäntsälä, un golpe de Estado frustrado contra el entonces Gobierno finlandés. Poco después se refundó en el Movimiento Patriótico Popular.

## Historia
El Movimiento Lapua surgió en reacción a la crisis económica y el aumento de las fuerzas comunistas en la región histórica de Ostrobotnia. Su líder Vihtori Kosola, natural de Lapua y veterano de guerra, organizó en diciembre de 1929 una manifestación anticomunista que contó con el apoyo de militares, miembros de la Guardia Blanca, empresarios locales y vecinos de la ciudad. Adoptó un ideario nacionalista, luterano y de extrema derecha, que a los pocos meses derivó en una fuerza paramilitar de carácter fascista.
El objetivo fundacional era convertir a Finlandia en un Estado autoritario, para lo que no dudó en atacar violentamente a entidades de izquierda. En junio de 1930 movilizó a más de 3.000 personas para destruir las imprentas de los diarios comunistas de Vaasa y Oulu. Un mes después, el 7 de julio, organizó la "Marcha Campesina" a Helsinki (Talonpoikaismarssi) en la que más de 12.000 personas hicieron una demostración de fuerza, inspirados en la Marcha sobre Roma de Benito Mussolini en Italia. En respuesta se aprobó una "Ley de Protección a la República" que reprimía el comunismo y suponía un giro conservador.
Su radicalización llegó a un punto crítico con la práctica del muilutus, que consistía en retener activistas, darles una paliza y llevarlos contra su voluntad hasta las fronteras de la Unión Soviética. El 14 de octubre de 1930 se supo que habían secuestrado al expresidente Kaarlo Juho Ståhlberg y a su esposa, que fueron liberados más tarde en Joensuu. El incidente motivó la condena de la mayoría de la clase política finlandesa hacia el Movimiento Lapua. Además el instigador de la operación, el general Kurt Martti Wallenius, fue expulsado del Ejército.
El Movimiento Lapua fue ilegalizado en noviembre de 1932 por haber organizado la Rebelión de Mäntsälä, un frustrado golpe de Estado contra el Gobierno que fue liderado por Wallenius. Los líderes de la insurrección fueron arrestados y condenados. El dirigente Vihtori Kosola fundó inmediatamente después un partido de carácter fascista, el Movimiento Patriótico Popular.